# Elegías de varones ilustres de Indias
Elegías de Varones Ilustres de Indias es un poema épico escrito a finales del siglo XVI por Juan de Castellanos. Se trata del poema épico más largo escrito en lengua española, con 113.609 versos.
Las Elegías dan una detallada relación de la colonización del Caribe y los territorios hoy ocupados por Colombia y Venezuela. Incluyen, de igual forma, las empresas de colonización, fundación de ciudades, vívidas descripciones de las culturas indígenas y de la naturaleza americana, y otros aspectos que hacen de este texto una importante crónica de Indias.

## Contenido

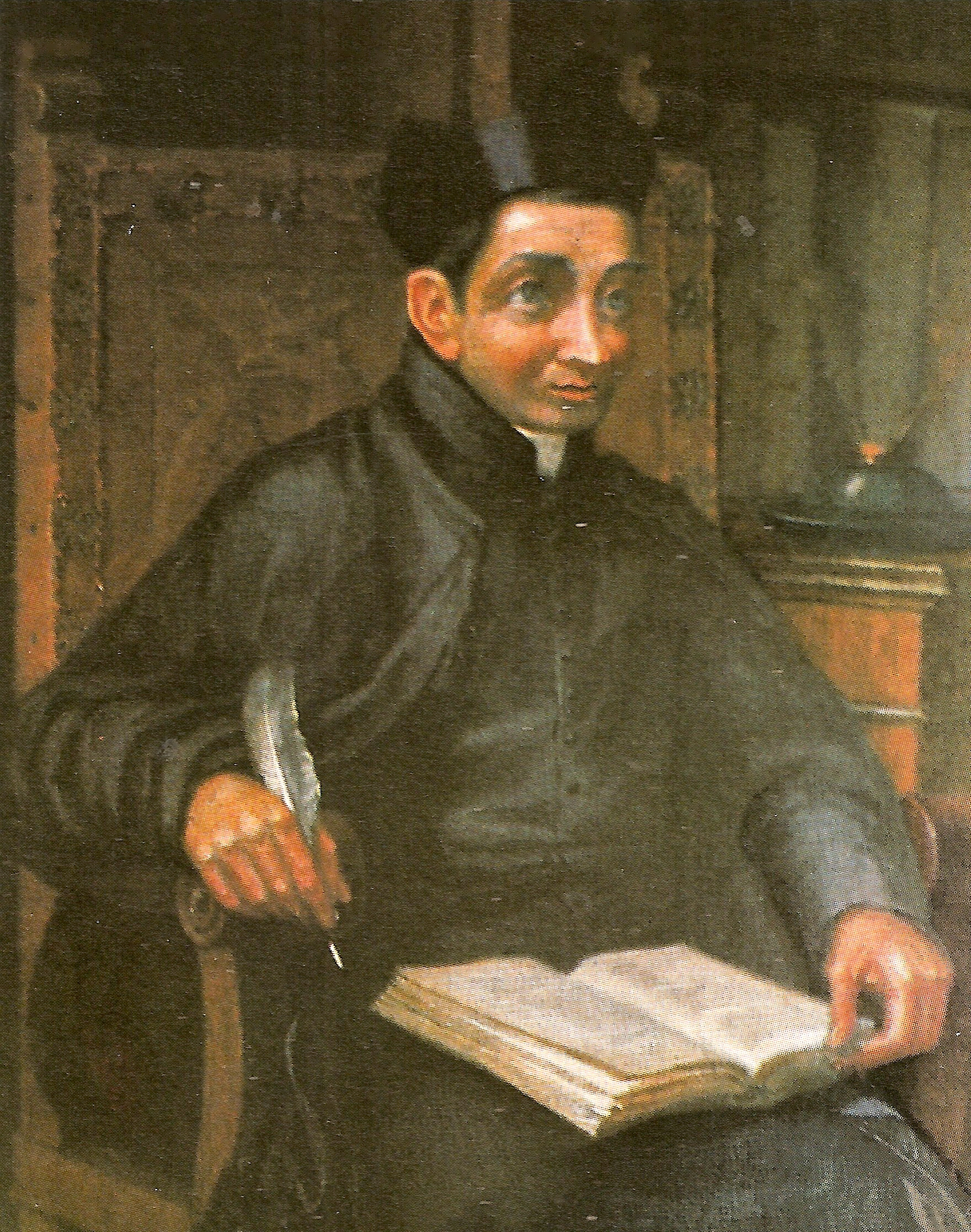
Juan de Castellanos

Elegías de Castellanos contiene 148 cantos, 22 elegías. Está dividida en cuatro partes:
- La primera fue escrita entre 1577 y 1582 y se desarrolla en once elegías. En ellas habla del descubrimiento y de personajes como Cristóbal Colón o Juan Ponce de León, y de la conquista de Trinidad, Cubagua y Margarita.
- La segunda, escrita entre 1581 y 1585 contiene cuatro elegías, una relación sobre Cabo de la Vela, una historia de Santa Marta y un elogio a Don Luis de Rojas.
- La tercera, escrita entre 1586 y 1589 se divide en historias, estas contienen elegías y elogios, catálogos y el discurso del capitán Francis Drake.
- La cuarta, escrita entre 1589 y 1592 quedó incompleta y está formada por una historia, una elegía y un elogio.

## Legado
Además de su valor historiográfico, las Elegías recurren al amplio caudal literario europeo para narrar la historia americana. La elegía, la épica, la peregrinación, la novela pastoril, los romances y otras formas literarias hacen de este texto una verdadera enciclopedia de los géneros de la literatura renacentista.
En esta obra se hace la primera mención y descripción escrita de la papa (también llamada patata, turma, trufa...), descubierta en Colombia.